# David Ramsey
David Ramsey (Detroit, 17 novembre 1971) è un attore statunitense.

## Biografia
Noto principalmente per aver interpretato il ruolo di Anton Briggs nella serie televisiva Dexter e per il ruolo di John Diggle in Arrow, Ramsey è anche un artista marziale, cintura nera in Jeet Kune Do. Ha praticato anche il pugilato, il taekwondo e il Wing Chun, oltre a essersi allenato per il kickboxing con Benny "Jet" Urquidez.

## Filmografia parziale

### Cinema
- Scared Stiff, regia di Liu Chia Yung (1987)
- Il professore matto (The Nutty Professor), regia di Tom Shadyac (1996)
- A Very Brady Sequel, regia di Arlene Sanford (1996)
- Con Air, regia di Simon West (1997)
- Appuntamento a tre (Three to Tango), regia di Damon Santostefano (1999)
- Un sogno per domani (Pay It Forward), regia di Mimi Leder (2000)
- Mr. Bones, regia di Gray Hofmeyr (2001)
- Hair Show, regia di Leslie Small (2004)
- Resurrection: The J.R. Richard Story, regia di Greg Carter (2005)
- Bobby Z - Il signore della droga (The Death and Life of Bobby Z), regia di John Herzfeld (2007)
- The Coverup, regia di Brian Jun (2008)
- Mother and Child, regia di Rodrigo García (2009)
- Draft Day, regia di Ivan Reitman (2014)
- Accidental Love, regia di Stephen Greene (2015)
- Illicit, regia di Corey Grant (2017)

### Televisione
- Her Costly Affair, regia di John Patterson – film TV (1996)
- Good News – serie TV, 22 episodi (1997-1998)
- CHiPs '99, regia di Jon Cassar – film TV (1998)
- Mutiny, regia di Kevin Hooks – film TV (1999)
- Ali: An American Hero, regia di Leon Ichaso – film TV (2000) – Muhammad Ali
- Tris di cuori (For Your Love) – serie TV, 4 episodi (2000-2001)
- Girlfriends – serie TV, episodio 2×10 (2001)
- Thieves – serie TV, episodio 1×08 (2001)
- For the People – serie TV, episodio 1×04 (2002)
- Romeo Fire, regia di Greg Malins – film TV (2002)
- The Guardian – serie TV, episodio 2×11 (2002)
- Strong Medicine – serie TV, episodio 4×05 (2003)
- NCIS - Unità anticrimine (NCIS) – serie TV, episodio 1x05 (2003)
- Crossing Jordan – serie TV, episodio 3×04 (2004)
- Second Time Around – serie TV, episodio 1×09 (2004)
- CSI: Miami  – serie TV, episodio 2×18 (2004)
- Streghe (Charmed) – serie TV, episodio 6×21 (2004)
- Huff – serie TV, 3 episodi (2005)
- All of Us – serie TV, 6 episodi (2005)
- Jane Doe: The Wrong Face, regia di Mark Griffiths – film TV (2005)
- Ghost Whisperer - Presenze (Ghost Whisperer) – serie TV, 4 episodi (2005-2008)
- Hello Sister, Goodbye Life, regia di Steven Robman – film TV (2006)
- The West Wing – serie TV, 2 episodi (2006)
- Fatal Contact - Il contagio viene dal cielo (Fatal Contact: Bird Flu in America), regia di Richard Pearce – film TV (2006)
- CSI - Scena del crimine (CSI: Crime Scene Investigation) – serie TV, episodio 7×06 (2006)
- Criminal Minds – serie TV, episodio 2x16 (2007)
- Journeyman – serie TV, episodio 1×05 (2007)
- Wildfire – serie TV, 8 episodi (2008)
- Hollywood Residential  – serie TV, 8 episodi (2008)
- Dexter – serie TV, 17 episodi (2008-2009)
- Castle - serie TV, episodio 2x04 (2009)
- Grey's Anatomy – serie TV, episodio 6x19 (2010)
- Outlaw – serie TV, 8 episodi (2010)
- The Defenders – serie TV, 3 episodi (2010-2011)
- Blue Bloods – serie TV, 19 episodi (2011-2016)
- Arrow – serie TV, 170 episodi (2012-2020) – John Diggle
- The Flash – serie TV, 4 episodi (2014-2023)
- Legends of Tomorrow - serie TV, 1 episodio (2017)
- Superman & Lois - serie TV (2021-in corso)

## Doppiatori italiani
Nelle versioni in italiano delle opere in cui ha recitato, è stato doppiato da:
- Simone Mori in Fatal Contact - Il contagio viene dal cielo, Arrow, The Flash, Supergirl, Legends of Tomorrow, Superman & Lois
- Massimo Bitossi in Ghost Whisperer - Presenze (ep. 2x02), Accidental love
- Franco Mannella in Ali: An American Hero,CHiPs '99
- Mauro Magliozzi in CSI: Miami
- Roberto Draghetti in NCIS - Unità anticrimine
- Pasquale Anselmo in Ghost Whisperer - Presenze (ep. 1x03, 1x22)
- Stefano Mondini in Ghost Whisperer - Presenze (ep. 3x12)
- Roberto Certomà in CSI - Scena del crimine
- Roberto Gammino in Criminal Minds
- Fabio Boccanera in Un sogno per domani
- Fabrizio Vidale in Castle
- Alberto Bognanni in Grey's Anatomy
- Alessio Cigliano in Blue Bloods
- Corrado Conforti in Wildfire
- Marco De Risi in Dexter